# Ponometia carcharodonta
Ponometia carcharodonta là một loài bướm đêm trong họ Noctuidae.